# Latex2html
A latex2html program LaTeX fájlokból csinál html oldalakat. Perl nyelven írták, ez a végrehajtásához is szükséges. Sokfajta operációs rendszer alatt működik (például linux). Használja a GhostScript, dvips és giftrans programokat.

## Példaoldalak
- Egy oldal magyar navigálógombokkal.
- A Python programnyelv dokumentációja. A Python is a latex2html-t használja a dokumentációk készítésére egy kiegészítő programmal.

## A latex2html-el készült dokumentumok jellemzői
- Alapértelmezésben fejezetenként új oldalt kezd. Minden oldalról lehet ugrani az előző és következő oldalra, valamint egy szinttel feljebb (például alfejezetről fejezetre). Létrehoz egy tartalomjegyzéket is, amelyről közvetlenül a miáltalunk keresett oldalra ugorhatunk.
- Elég ügyesen átviszi a képleteket, PNG vagy GIF kiterjesztésű képeket csinál belőlük, sőt a LaTeX saját ábráiból is. Ha a képlet alsó felső indexeken, összeadás- és kivonásjelen és zárójelen kívül mást nem tartalmaz, akkor sima szöveget csinál belőle.
- Megadható, hogy milyen mélységben (fejezet, szakasz, alszakasz) kezdjen új oldalt, esetleg mindent egy oldalra tegyen.

## Külső hivatkozások
- Angol leírása
- Latex2html installálása MiKTeX-hel (angol)
- LATEX2HTML-FU Angol leírás egy másik változatáról, amely szebb kinézetű eredményt ad, és a lap szerint egyszerűen felrakható Windows XP és 2000 alá
- A latex2html magyarításának leírása Magyarul lesznek például Tartalomjegyzék, Kivonat, Következő, Alfejezetek…
- Magyarított navigálógombok